# Les 4 Saisons d'Espigoule
Pour les articles homonymes, voir Les Quatre Saisons (homonymie).
Pour plus de détails, voir Fiche technique et Distribution.
Les 4 Saisons d'Espigoule est un film français réalisée par Christian Philibert, sortie en 1999.
Espigoule est le nom provençal d'un village du Var, le film étant tourné dans ce département à Ginasservis, commune dont est originaire le réalisateur.

## Synopsis
Un an de la vie d'Espigoule, petit village perché dans les collines du Haut Var, où la caméra suit pas à pas les exaltations quotidiennes d'une communauté de Provençaux espiègles et chaleureux.

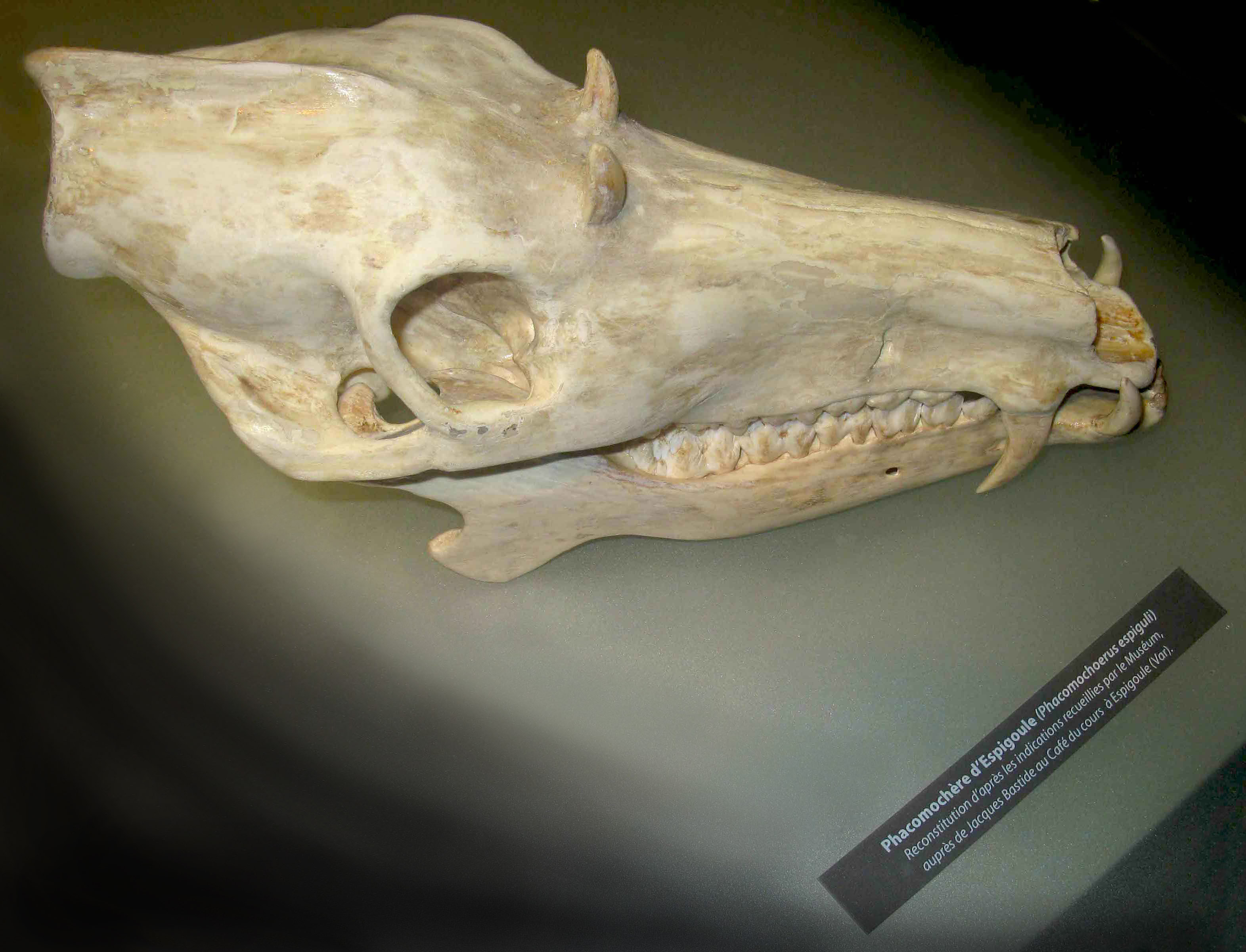
Crâne présenté au muséum départemental du Var comme provenant d'un phacomochère.

Parmi les habitants, certains cherchent à prouver l'existence d'un monstrueux porc sauvage imaginaire qui rôderait autour du village : le « phacomochère » dont la description évoque un déodonte, mais dont le crâne exposé au muséum départemental du Var est en fait le canular cryptozoologique d'un ancien conservateur : c'est un crâne de sanglier auquel on a ajouté des cornes.

## Fiche technique
Sauf indication contraire, les informations mentionnées dans cette section peuvent être confirmées par les bases de données cinématographiques IMDb et Allociné,  présentes dans la section « Liens externes ».
- Titre original : Les 4 Saisons d'Espigoule
- Réalisation : Christian Philibert
- Scénario : Christian et Hervé Philibert
- Musique : Michel Korb
- Photographie : Christian Pfohl
- Montage : Stéphane Elmadjian
- Direction artistique :  Sauf indication contraire, les informations mentionnées dans cette section peuvent être confirmées par les bases de données cinématographiques IMDb et Allociné,  présentes dans la section « Liens externes ».
- Production : Christian Cesbron et Christian Pfohl
- Sociétés de production : Lardux Films, Cedolozo Production, VBC Production
- Société de distribution : Rezo Films
- Pays d'origine :  France
- Langue originale : français
- Format :  couleurs - Dolby SR
- Genre : comédie, faux documentaire
- Durée : 97 minutes
- Dates de sortie :
  - France : 17 mars 1999 (Provence)[réf. nécessaire] ; 24 mars 1999 (sortie nationale)

## Distribution
Sauf indication contraire, les informations mentionnées dans cette section peuvent être confirmées par les bases de données cinématographiques IMDb et Allociné,  présentes dans la section « Liens externes ».
- Jean-Marc Ravera : le patron du café
- Roger Lanfranchi : le « mielleux »
- Jacques Bastide : le poète
- Alain Passet : le peintre rebelle
- Fernande Béraud : la « râleuse »
- Christian Comte : le sculpteur
- Jean-Christophe Ambiel : le dentiste
- Philippe Bastide : l'édenté
- Yann Rouvin : le chasseur
- Gareth Argaut : le prêtre
- Jean-François Pénalva : l'acheteur de « Poussimiel »
- Guy Lombard : le maire
- Maurice Janetti : le député

## Production
Tous les acteurs sont des habitants de Ginasservis, le village qui a servi de lieu de tournage pour le village fictif d'Espigoule.

## Accueil

### Accueil critique
- « Ce modeste village a des allures d'école buissonnière, de kermesse et de bal populaire, une vraie pagnolade. », Pariscope, 24 mars 1999.
- « C'est frais, joyeux, même s'il y a parfois du laborieux quand le régionalisme cherche à tenir lieu d'exotisme. », Le Canard Enchaîné, 24 mars 1999.
- « On est proche de l'univers de Pagnol ou de celui de Giono. C'est naïf, tendre et drôle. », Le Parisien, 24 mars 1999.
- « Un film intelligent, socialement correct, innovateur et... drôle. », La Provence, 24 mars 1999.
- « Un faux village,  de vrais gens. Clochemerle vu de l'intérieur avec humour et tendresse. », Le Monde du 25 mars 1999 et Les Inrockuptibles du 24 avril 1999.
- « Des personnages hauts en couleur au langage ensoleillé et aux accents de Pagnol. », Le Figaro, 29 mars 1999.
- « Le film du mois : la longue, jolie et phénoménale histoire d'un petit village, d'un jeune réalisateur et d'un bien marrant film. », Première, avril 1999.
- « Ce film se déguste comme ces histoires qu'on se raconte, en hiver, au coin du feu. », Studio Magazine, avril 1999.

### Box-office
Le film a recueilli 100 940 entrées en France, dont 16 674 à Paris.

### Distinctions
Sauf indication contraire, les informations mentionnées dans cette section peuvent être confirmées par la base de données cinématographiques IMDb,  présente dans la section « Liens externes ».
- Festival de Marseille 1998 : Prix du public
- Festival de Belfort 1998 : prix du public[3]
- Festival de Montpellier 1998 : prix du public[4]
- Festival de Namur 1999 : prix TV5 du meilleur documentaire
- Festival de Mannheim-Heidelberg 1999 : prix spécial du jury et prix FIPRESCI
- Festival du film grolandais 2020 : prix Michael Kael